# Наддържавност
Наддържавността е правно понятие и категория за означение силата на наднационалното право на редица международни организации или съюзи, които въз основа на приетите от страните-членки регламенти и процедури могат да приемат актове с обвързващ държавите характер. По силата на доброволен отказ от суверенитет (чрез прехвърлянето или делегирането му), тези актове имат задължителна сила, включително и правото на организацията или съюза да приема правила без изричното съгласие за това на страните-членки.
Наддържавността е функционална категория и произтича от приетите за изпълнение цели и задачи от организацията или съюза. Обичайно държавите закрепват законодателно или регламентарно тази опция и съответно статута на наддържавност във вътрешното си право.
Конституцията на Република България с чл. 5, ал. 4 въвежда наддържавността, включително и примата в случаите на колизия: 
| „ | Международните договори, ратифицирани по конституционен ред, обнародвани и влезли в сила за Република България, са част от вътрешното право на страната. Те имат предимство пред тези норми на вътрешното законодателство, които им противоречат. | “ |

Типичен пример за наддържавен съюз е ЕС. ЕС е единственият правен субект провеждащ наддържавни избори – за депутати в Европейския парламент.